# Bengaliska viken

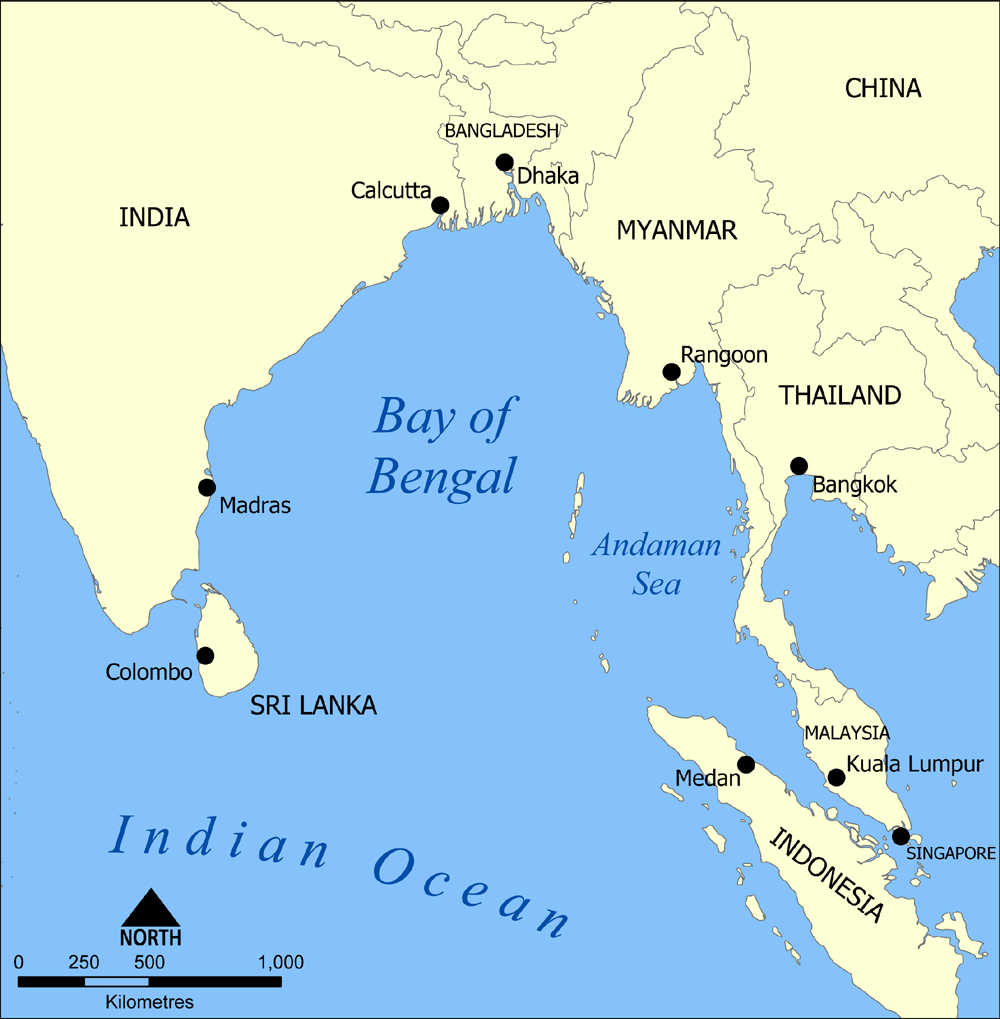
Karta över Bengaliska viken med angränsande områden.

Bengaliska viken är ett hav som är beläget i nordöstra delen av Indiska oceanen mellan Indiska subkontinenten och Malackahalvön och har formen av en triangel. International Hydrographic Organization har en snävare definition som inte inbegriper Andamansjön som ligger mellan Malackahalvön och ögrupperna Andamanerna och Nikobarerna.
Bland de många floder som flyter ut i Bengaliska viken är Ganges, Brahmaputra, Godavari, Krishnafloden och Kaveri de största.
Stora hamnstäder vid Bengaliska viken är i Indien bland annat Chennai, Visakhapatnam, Calcutta och Puducherry, i Bangladesh bland annat Chittagong och i Myanmar främst Rangoon.
Vasco da Gama blev 1498 den förste europé att kartlägga Bengaliska viken.